# Oficial de Vol

Insígnia de màniga/espatlla d'Oficial de Vol

Oficial de Vol (Fg Off a la RAF i a l'IAF, FLGOFF a la RAAF i a la RNZAF, anteriorment F/L a tots els serveis) és un rang d'oficial inferior que es creà al Reial Servei Aeri Naval i continua emprant-se a la Royal Air Force. El rang també és emprat per les forces aèries de diversos països que tenen una influència històrica britànica, incloent diversos països de la Commonwealth. Se situa entre els rangs d'Oficial de Vol i el de Cap d'Esquadró.
Té codi OTAN OF-1, i és equivalent a sotstinent a la Royal Navy i de tinent a l'Exèrcit i als Royal Marines.
El rang equivalent al Women's Auxiliary Air Force (WAAF), al Women's Royal Air Force (WRAF) (fins a 1968) i al Princess Mary's Royal Air Force Nursing Service (PMRAFNS) (fins a 1980) és el de section officer.

## Orígens
El terme "flying officer" va ser emprat originàriament al Royal Flying Corps com un nomenament de vol pels oficials inferiors; no pas com un rang.
L'1 d'abril de 1918 la recent creada RAF adoptà els seus títols d'oficial a partir de l'Exèrcit Britànic, amb els sots-tinents del Reial Servei Aeri Naval i els tinents del Royal Flying Corps esdevenint tinents (lieutenants) a la RAF. Però amb la creació d'una estructura de rangs pròpia per la RAF l'1 d'agost de 1919, els tinents de la RAF van passar a anomenar-se Oficials de Vol, un rang que continua actualment en ús.

## Ús
En molts casos el rang d'oficial de vol és el primer rang que té un oficial de la força aèria després de completar amb èxit el seu entrenament professional. Un oficial de vol pot servir com a pilot d'esquadró, un ajudant, un oficial de seguretat o un oficial administratiu, i habitualment se li encomana personal i/o recursos.
Tot i el títol del rang no implica que sigui tripulant d'una aeronau. Si bé una part dels oficials de vol són tripulants, molts són oficials de terra.

## Insígnia
La insígnia de rang consisteix en una franja estreta en blau sobre una altra en negre. Es llueix a les bocamànigues de la guerrera o a les espatlles de la camisa.

## Altres

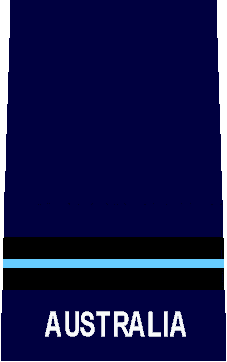
Flying officer RAAF
Yposminagos Força Aèria Hel·lènica
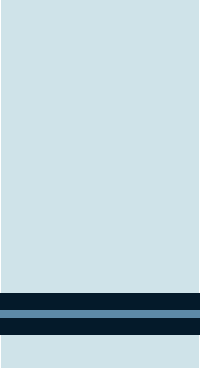
Flying officer Força Aèria Índia
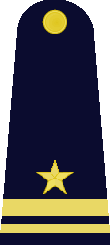
Flying officer Reial Força Aèria Tailandesa
Flying officer Força Aèria Pakistanesa